# Microdon
Microdon is een vliegengeslacht uit de familie van de zweefvliegen (Syrphidae).

## Soorten
- M. abditus Thompson, 1981
- M. abstrusus Thompson, 1981
- M. adventitius Thompson, 1981
- M. albicomatus Novak, 1977
- M. analis (Macquart, 1842) - bosknikspriet
- M. aurulentus (Fabricius, 1805)
- M. baliopterus Loew, 1872
- M. carolae (Capelle, 1956)
- M. coarctatus Loew, 1864
- M. cothurnatum Bigot, 1883
- M. craigheadii Walton, 1912
- M. devius (Linnaeus, 1761) - kalkknikspriet
- M. diversipilosus Curran, 1925
- M. fulgens Wiedemann, 1830
- M. fuscipennis (Macquart, 1834)
- M. globosus (Fabricius, 1805)
- M. laetoides Curran, 1935
- M. laetus Loew, 1864
- M. lanceolatus Adams, 1903
- M. manitobensis Curran, 1924
- M. marmoratum Bigot, 1883
- M. megalogaster Snow, 1892
- M. miki Doczkal & Schmid, 1999

- M. mutabilis (Linnaeus, 1758)
- M. myrmicae Schonrogge, Barr, Wardlaw, Napper, Gardner, Breen, Elmes & Thoma, 2002 - moerasknikspriet
- M. newcomeri Mann, 1924
- M. ocellaris Curran, 1924
- M. painteri Hull, 1922
- M. pallipennis Curran, 1925
- M. piperi Knab, 1917
- M. ruficrus Williston, 1887
- M. rufipes (Macquart, 1842)
- M. scutifer Knab, 1917
- M. sophianus Drensky, 1934
- M. tristis Loew, 1864
- M. viridis Townsend, 1895
- M. xanthopilis Townsend, 1895